# 三上法夫
三上 法夫（みかみ のりお、1947年3月1日 - ）は広島県広島市出身の元プロゴルファー。
弟子には河村雅之がいる。

## 来歴
ジュニアの時からゴルフの非凡さを認められ、崇徳高校時代の1962年には全国高校選手権では個人戦で沼澤聖一の5位に入る。1964年の関西学生では決勝戦で2連覇を果たしている中部銀次郎と対戦し、3-2で三上が高校生で初めての優勝を飾った。
明治大学時代の1967年には関東学生・日本学生を共に準優勝し、1972年にプロ入りする。
1979年の日本国土計画サマーズではマンデートーナメントから勝ち上がり、2日目は1アンダーの14位であったが、3日目には7バーディー、1ボギーでコースレコードタイの66をマークし日吉稔と共に首位タイに浮上。最終日には2アンダー70で回って通算9アンダー279で逃げ切り、同年のフジサンケイクラシック・佐藤正一に次いで2例目の本戦優勝    で、ツアー初優勝を飾る。最終ホールはパーで優勝を決め、森憲二と共に追い上げて2位タイの吉川一雄に祝福された。
1980年の白竜湖オープンでは新井規矩雄・尾崎直道・尾崎健夫・藤木三郎に次ぐと同時に吉川と並んでの5位タイ、1981年の富山県オープンでは関水利晃・杉本英世と並んで松井利樹の5位タイ 、1982年のKSB香川オープンでは内田繁・新井・高橋五月に次ぐ4位に入る。
1984年のペプシ宇部トーナメントでは初日を尾崎将司・倉本昌弘・野口茂・船渡川育宏と共に68をマークして2位タイでスタートすると、2日目には67をマークして単独2位に着けたが、3日目には2日間首位の藤木と共に中村通・栗原孝・天野勝・金井清一・鈴木規夫と並んでの6位タイに後退し、最終日には謝敏男・呂西鈞の台湾勢と並んでの6位タイに留まった。
1984年の三菱ギャランでは初日にコースレコードタイの64をマークして首位でスタートし、2日目には重信秀人・前田新作と並んでの6位タイに着け、最終日には69をマークして9位に入った。
1984年のミズノオープンでは新井・尾崎直に次ぎ、中嶋常幸・山本善隆・藤木・謝敏・杉原輝雄・前田・鈴村照男・河野高明を抑えての3位に入った。サントリーオープンでは栗原・青木功・矢部昭、コリー・ペイビン（ アメリカ合衆国）に次ぐと同時に尾崎・飯合肇を抑え、杉原、テリー・ゲール（ オーストラリア）、フレッド・カプルス（アメリカ）と並んでの5位タイに入った。
30代半ばで身体を故障してシード権を失うが、1986年の暮れからつるや専属プロとなり、1987年2月に雪の降る西宮高原GCで一緒にラウンドしたことがきっかけで、大阪大学の森勇蔵教授がクラブを作成。同年4月に推薦出場したブリヂストン阿蘇オープンでは3日目の18番でバーディーパットが惜しくも短く「落ちろ」とばかりに大きなアクションを見せたが、最終日には通算8アンダーでデビッド・イシイ（アメリカ）、佐野修一・山本、ブライアン・ジョーンズ（オーストラリア）を破って優勝。シード権を再び獲得するが、インタビューでは「これは大阪大学の森教授のおかげです」と言っている。
同年の日本プロでは気温32度、時折10mを超えるような強風という厳しいコンディションの中、深いラフに何度か入りながらも打ちやすい順目という幸運もあり、初日に4バーディー、2ボギーの2アンダー70で首位に立つ。最終的にはイシイ・金井清一・ジョーンズ・青木に次ぎ、陳志明（中華民国）・高橋勝成と並んで8位タイに入る。富山県オープンでは友利勝良・丸山智弘・入野太と並んでの5位タイ、東北クラシックでは金井・飯合・杉原、テリー・ゲール（オーストラリア）に次ぐと同時に藤木・高橋・イシイを抑え、牧野裕・田中泰二郎・渡辺司と並んでの5位タイに入る。
1988年にはテーラーメイド瀬戸内海オープンで2日目に泉川ピート、マイク・ファーガソン（オーストラリア）と並んでの9位タイに浮上し、最終日には森と並んでウェイン・スミス（オーストラリア）の2位タイ に入った。
1988年の関西プロでは秋富由利夫と並んで倉本の2位タイ、1989年には中四国オープンで上野忠美の2位に入った。
1989年の仙台放送クラシックでは3日目に堅実なショット、パットで5バーディー、1ボギーで67を回り、前日の6位タイから単独首位に躍り出た。最終日には飯合と共に尾崎将と最終組で一緒に回る重圧と意識過剰から、スタートから3番ホールまで2ボギーで自滅し、芹澤信雄・久保田剛司・出口栄太郎と並んでの4位タイに終わった。
1989年のジーン・サラゼン ジュンクラシックでは尾崎将・米山剛と並んでの6位タイに入り、1990年の富山県オープンでは最終日には68をマークし、嘉松望とのプレーオフを制して優勝。
1991年のフィランスロピータケダカップを最後にレギュラーツアーから引退。

## 主な優勝

### レギュラー
- 1979年 - 日本国土計画サマーズ
- 1987年 - ブリヂストン阿蘇オープン

### その他
- 1990年 - 富山県オープン